# NGC 5702
NGC 5702 é uma galáxia lenticular (S0) localizada na direcção da constelação de Boötes. Possui uma declinação de +20° 30' 24" e uma ascensão recta de 14 horas, 38 minutos e 55,0 segundos.
A galáxia NGC 5702 foi descoberta em 20 de Abril de 1792 por William Herschel.